# Dhampir
Ein Dhampir (auch dhampir, dhamphir oder dhampyr) ist in der südosteuropäischen Folklore und in Vampirromanen das Kind eines Vampirvaters und einer menschlichen Mutter. Seltener ist in fiktionalen Geschichten auch das Umgekehrte möglich.
Einem Dhampir wird nachgesagt, dass er die Fähigkeit besitze, Vampire auch dann zu sehen, wenn sie unsichtbar sind und besonders geeignet sei, sie zu töten. Meist besitzen Dhampire die Vorteile der Vampirkräfte und weniger Schwächen als gewöhnliche Vampire, z. B. gegenüber dem Tageslicht, jedoch zieht ihre Existenz auch zahlreiche übliche Nachteile, wie den vampirtypischen Blutdurst nach sich.
In der Populärkultur sind Dhampire recht verbreitet. Zahlreiche Filme (wie die Blade-Trilogie mit Wesley Snipes in der Titelrolle), Fernsehserien (unter anderem die Vampirserie Split mit der Halbvampirin „Ella Rozen“ in der Hauptrolle), Bücher (beispielsweise: Bis(s) zum Ende der Nacht von Stephenie Meyer; Vampire Academy von Richelle Mead; die Dhampir-Romane von Barb & J.C. Hendee, Die Kinder des Judas von Markus Heitz und die japanische Romanreihe No Game No Life und Vampire Hunter D) und Computerspiele (z. B. BloodRayne, auch mehrfach verfilmt) behandeln dieses Thema.